# Nombre de Hagen
El nombre de Hagen {\displaystyle (Hg)} és un nombre adimensional utilitzat en càlculs de flux forçat. És l'equivalent de flux forçat del nombre de Grashof i va rebre el seu nom de l'enginyer hidràulic alemany G. H. L. Hagen.
Es defineix com:
{\displaystyle \mathrm {Hg} =-{\frac {1}{\rho }}{\frac {\mathrm {d} p}{\mathrm {d} x}}{\frac {L^{3}}{\nu ^{2}}}}
on:
- {\displaystyle {\frac {\mathrm {d} p}{\mathrm {d} x}}} = gradient de pressió
- L = longitud característica
- ρ = densitat del fluid
- ν = viscositat cinemàtica

Per convecció natural
{\displaystyle {\frac {\mathrm {d} p}{\mathrm {d} x}}=\rho g\beta \Delta T,}
per tant, el número de Hagen coincideix amb el nombre de Grashof.
Awad: va presentar el nombre de Hagen vers el nombre de Bejan. Tot i que el seu significat físic no és el mateix, perquè el primer representa el gradient de pressió adimensional mentre que el segon representa la caiguda de pressió sense dimensió, va mostrar que el nombre de Hagen coincideix amb el nombre de Bejan en els casos en què la longitud característica (l) és igual al flux longitud (L). També va introduir una nova expressió del nombre de Bejan al flux Hagen-Poiseuille. A més, va presentar l'extensió del número Hagen a un formulari general. Per al cas de l'analogia de Reynolds (Pr = Sc = 1), totes aquestes tres definicions del nombre de Hagen seran iguals.
La forma general del nombre Hagen és
{\displaystyle \mathrm {Hg} =-{\frac {1}{\rho }}{\frac {\mathrm {d} p}{\mathrm {d} x}}{\frac {L^{3}}{\delta ^{2}}}}
on {\displaystyle \delta } és la corresponent difusivitat del procés en consideració.